# 타다 아오이
타다 아오이(일본어: 多田 葵 ただ あおい[*], 1981년 7월 3일 ~ )는 일본의 성우 겸 가수. 도쿄도 출신.

## 성우 출연작
- 디지몬 시리즈
  - 파워 디지몬 극장판 황금의 캡슐 진화 - 구미몬
  - 디지몬 테이머즈 - 테리어몬, 로프몬계열
- 소년탐정 김전일 - 오구라 노에루
- 카우보이 비밥 - 에드워드 웡 하우 페펠루 티브르스키 4세